# NGC 7484
NGC 7484 é uma galáxia elíptica (E) localizada na direcção da constelação de Sculptor. Possui uma declinação de -36° 16' 22" e uma ascensão recta de 23 horas, 07 minutos e 04,9 segundos.
A galáxia NGC 7484 foi descoberta em 30 de Agosto de 1834 por John Herschel.